# Iglesia de la Asunción de Nuestra Señora (Alfacar)
La iglesia de la Asunción de Nuestra Señora es un iglesia de la localidad española de Alfacar, Granada.

## Historia
Fue erigida en el siglo XVI, tras la Conquista de Granada, interviniendo en su construcción Diego de Siloé y Ambrosio de Vico.

## Descripción
Es de planta rectangular, de una sola nave, cubierta por una armadura de madera de limas moamares con cuatro tirantes pareados y cuadrales apeinazados sobre canes de acanto y con capilla mayor de igual anchura que la nave, separadas entre sí por un gran arco toral de medio punto de piedra, que apoya sobre grandes semicolumnas adosadas al muro.